# Celso Amerighi
Celso Amerighi (Siena, 18 maggio 1569 – Lecce, 1637) è stato un abate italiano.
Ha ricoperto la carica di Abate Generale della Congregazione benedettina dei Celestini, durante la prima metà del XVII secolo.

## Biografia
Figlio secondogenito di Amerigo e Montanina Bandini Piccolomini iniziò i suoi studi a Roma sotto la tutela dell zio materno Francesco, arcivescovo di Siena, che lo introdusse negli ambienti della curia romana.
Al secolo Alessandro Romano, vestì l'abito dei celestini, assumendo il nome di Celso.

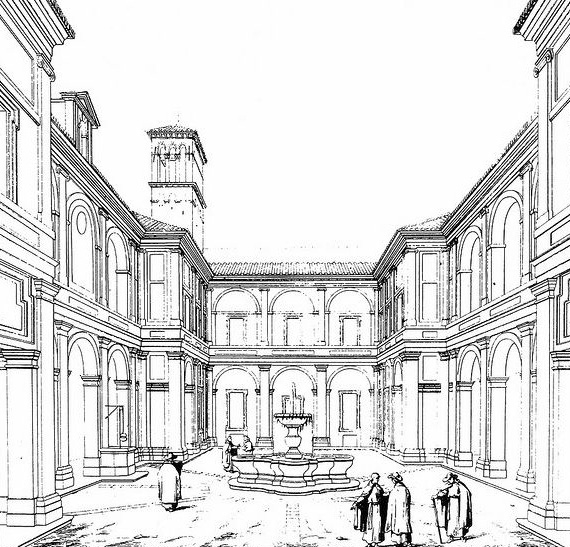
Sant'Eusebio all'Esquilino - Chiostro

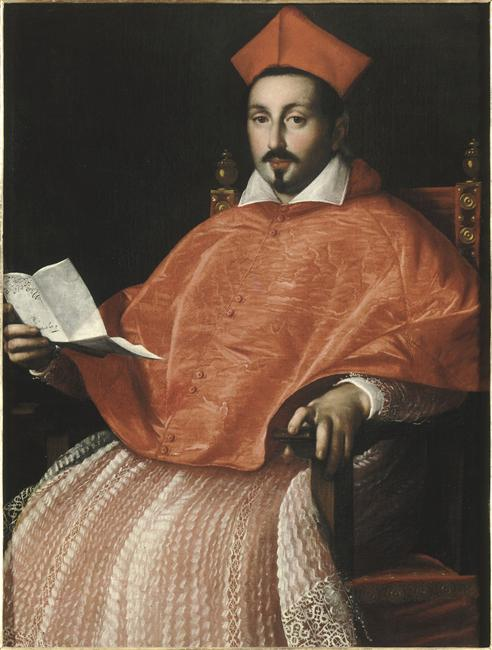
Card. Scipione Borghese

Agli inizi del 1600 lo troviamo abate nel monastero di Sant'Eusebio all'Esquilino di Roma. In questa sede, palestra dell'erudizione ecclesiastica dell'epoca, ebbe modo di stringere legami di amicizia con diversi uomini illustri, come Roberto Bellarmino e Scipione Borghese, nipote del futuro papa Paolo V.
Nel 1606 era procuratore a Roma per conto dei celestini. Nello stesso anno era già abate generale dell'ordine, come ricorda il motu proprio pontificio, pronunciato a conferma dei benefici e privilegi della congregazione.
In questo periodo, il suo impegno nella carica di abate generale non fu continuativo e si alternò con quello di procuratore dell'ordine a Roma. Nel suo lungo soggiorno romano divenne familiare del Papa Pio V ed, in particolare, divenne assiduo frequentatore del Cardinale Roberto Bellarmino, che non a caso, nel 1606, con l'approvazione di Paolo V, era divenuto protettore e riformatore della congregazione dei Celestini. Protezione che si perpetuò fino alla sua morte, nel 1621.
Tra don Celso ed il cardinale si svilupparono profonde sinergie, che portarono ad una ristrutturazione territoriale dell'ordine. Fu decisa la limitazione dell'autonomia di alcuni insediamenti minori, l'unificazione di altri e la costituzione di nuovi monasteri, proseguendo l'espansione della congregazione, soprattutto nell'Italia meridionale.
L'opera dell'abate Celso si sviluppò in particolare nei territori campani, quelli lucani e in Puglia.

### La riforma dell'ordine dei Celestini e la sua missione in Francia
Il risultato più importante ottenuto durante i ripetuti mandati fu la riunificazione, sotto la sua giurisdizione spirituale ed amministrativa, delle ramificazioni transalpine dell'ordine, da tempo allontanatesi, in una situazione di malcelata ribellione. Favorita, tra l'altro, dalla monarchia francese, che teneva ad avere un ordine monastico tutto francese. Tale riforma, voluta dal papa, era fortemente caldeggiata dal Bellarmino.
La riforma, tuttavia, non decollava ed anzi nei monasteri francesi fiorivano studi e dissertazioni filosofiche che impensierirono non poco gli ambienti della curia romana, tenuto conto del clima e delle turbolenze religiose del tempo.

Nel 1613 venne eletto dal capitolo francese della congregazione monsignor Campigny come abate provinciale della congregazione transalpina dei celestini, il quale informò il Bellarmino della sua nomina.

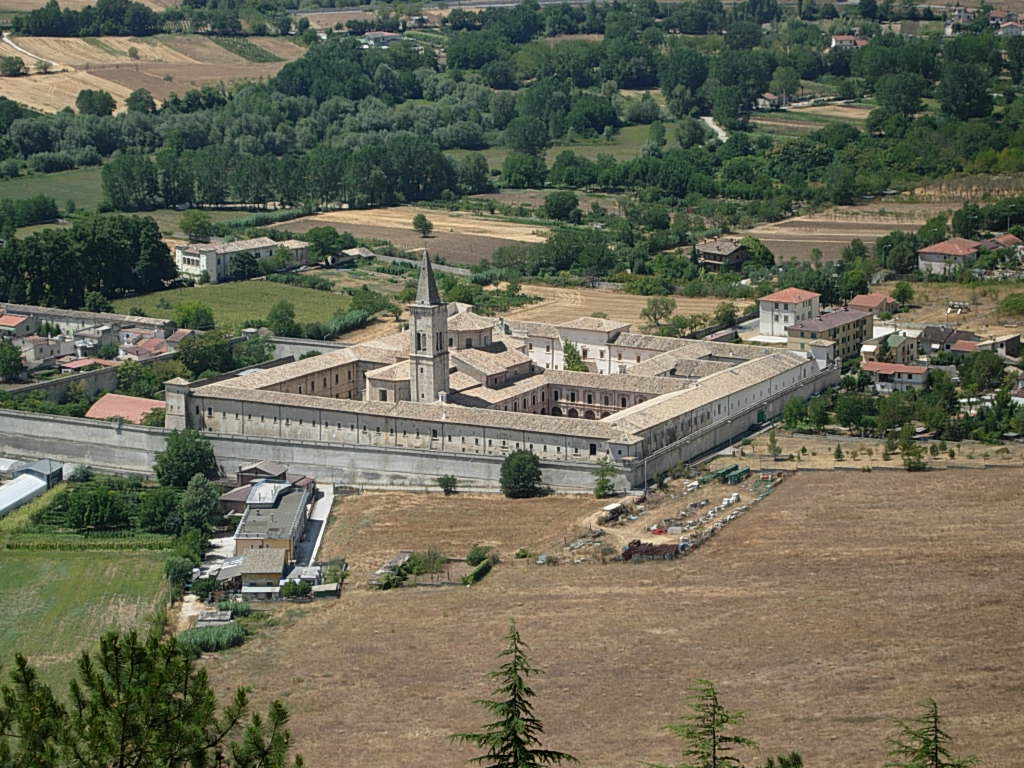
Abbazia di Santo Spirito al Morrone

 Questi era una vecchia conoscenza di don Celso, che lo aveva, in tempi non sospetti, incontrato a Roma, stigmatizzandone l'antagonismo. Della sua nomina non diede notizia all'abate generale, segnando così la rottura dei rapporti con l'autorità centrale. Alcune riforme da lui promosse indussero la curia ad intervenire in modo più risoluto.
Nel 1618, il cardinale Bellarmino si recò nel quartier generale dei celestini e lì solennemente, nell'Abbazia di Santo Spirito al Morrone, fece riconfermare il mandato a padre Celso Amerighi ed ottenne con bolla papale anche il rinnovo per il triennio successivo, cioè dal 1621 al 1624, per suggellare la continuità del suo potere e l'irreversibilità del processo avviato.
Il Cardinale Bellarmino ottenne dal papa, per l'abate Celso, l'investitura di commissario pontificio e l'incarico di recarsi in Francia per effettuare una visita approfondita nei monasteri transalpini e verificare l'ortodossia della regola, suscitando il disappunto del Campigny, che si adoperò presso Luigi XIII per ottenere una ferma opposizione a questa iniziativa.

Questo passaggio delicato fu risolto dall'Amerighi, con l'aiuto del suo cardinale protettore ed il cardinale Scipione Borghese, che prepararono la missione con scrupolosa attenzione, investendo i massimi esponenti del clero transalpino, tra cui il nunzio apostolico, cardinale Guido Bentivoglio, che guadagnarono il favore del re francese e della reggente Maria de' Medici. 
Infine l'abate generale partì per la Francia e vi soggiornò, complessivamente, per quasi due anni. Appena giunto nell'ottobre del 1618, dopo i preliminari diplomatici di presentazione ai monarchi francesi,  presiedette a Parigi un primo capitolo provinciale dei monaci transalpini, ai quali volle riunire anche quelli delle Fiandre. Nei mesi successivi, nella sua lunga visita presso la maggior parte dei monasteri ribelli, riuscì a sanare tutte le dispute e riportò nell'alveo delle regole celestine tutti i monaci dissidenti, scongiurando la temuta secessione dell'abate Campigny.
A suggello di tali risultati, celebrò un secondo capitolo, nella capitale francese, nel 1620, dove, di fatto, se pur in modo non del tutto indolore, fu ratificata la riconciliazione dei celestini, che tornarono nuovamente sotto la giurisdizione dell'unico abate generale dell'ordine. Unica concessione, del tutto formale, fu l'istituzione di un nome sussidiario. La comunità dei monaci francesi assunse, così, il nome di San Mauro. Tale successo fu ratificato dal commiato ricevuto a corte da Luigi XIII e dalla reggente che, ricevendolo dopo la missione, avallarono il suo operato, così come era nei voleri del Bellarmino e del segretario di Stato pontificio Scipione Borghese.
Il nuovo papa Gregorio XV promulgò con bolla del 17 maggio 1621 la creazione della Congregazione di San Mauro, per i monaci celestini d'oltralpe, che avrebbe dovuto richiamarsi alla regola della Congregazione cassinese e della Congregazione dei Santi Vitone e Idulfo. Al suo vertice sarebbe stato istituito un vicario generale per la nazione francese, da eleggere periodicamente, secondo gli usi monastici.
(in GREGORIUS XV - Papa CCXXXVI - anno 1621 - Bolla X, 17 maggio 1621, Roma.)

### I rapporti con Roberto Bellarmino
Don Celso ebbe con il cardinale protettore, una frequentazione intensa. Si conobbero nell'abbazia di Sant'Eusebio all'Esquilino, ma dopo il 1612, per questioni religiose e problematiche riferite alla congregazione dei Celestini, si incontrarono quasi giornalmente. L'abate divenne così domestico e familiare del cardinale e questo rapporto durò per nove anni, fino alla morte del Bellarmino.

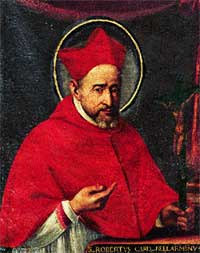
San Roberto Bellarmino

Nella prima causa di canonizzazione del cardinale Bellarmino, la sua testimonianza, avvenuta nel 1622, lunga e particolareggiata, poneva in risalto l'eroicità, la castità. la fortitudine, l'umiltà e la carità, nonché varie predizioni e presunte guarigioni.
Egli stesso gravemente infermo, sul punto di ricevere l'olio santo e "stimato come vicinissimo a morte", riferì che il Bellarmino gli segnò con la croce la fronte e pronunciando delle parole, da lui non comprese, lo invitò, poi, a "stare allegramente, perché non morrebbe per quella infermità, perché Dio Nostro Signore lo voleva guarire". Subito dopo, si riprese con immediatezza, fino a completa guarigione

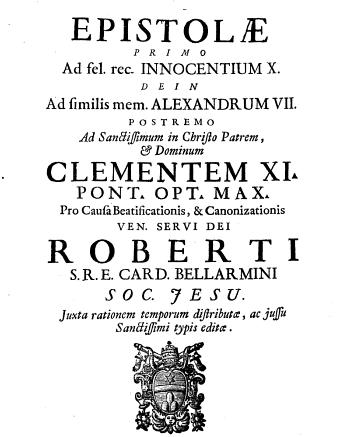
Raccolta di deposizioni per la canonizzazione del Bellarmino

Tuttavia un ostacolo di natura tecnica, proveniente dalla legislazione generale sulle beatificazioni, emanata da Urbano VIII, comportò una dilazione, che non permise l'immediata canonizzazione del cardinale.
In tempi successivi, il padre Don Bernardo Paglioni, procuratore generale dei monaci Celestini, rintracciò negli archivi la testimonianza di don Celso, che fu presentata, a più riprese, ai papi Innocenzo X, Alessandro VII e Clemente XI, mettendo in evidenza alcuni passaggi:
(in Lettere pro Causa Beatif. ec. Ven. Bellarmini, Roma 1622 1713).)
La sua deposizione fa parte di un numero di testimonianze raccolte dal padre gesuita Antonio Maria Bonucci nel XVII secolo. Testimonianze che poi costituirono la base documentaria dei successivi processi di canonizzazione, fino a quello risolutivo tenuto nel 1930 da Pio XI.
Dopo la morte del Bellarmino, Celso continuò il suo mandato come Abate generale fino al 1624. Dopodiché rimase ancora a Roma come abate di Sant'Eusebio e procuratore generale della congregazione fino alla fine degli anni venti.

### Gli ultimi anni - Nelle province del Regno di Napoli

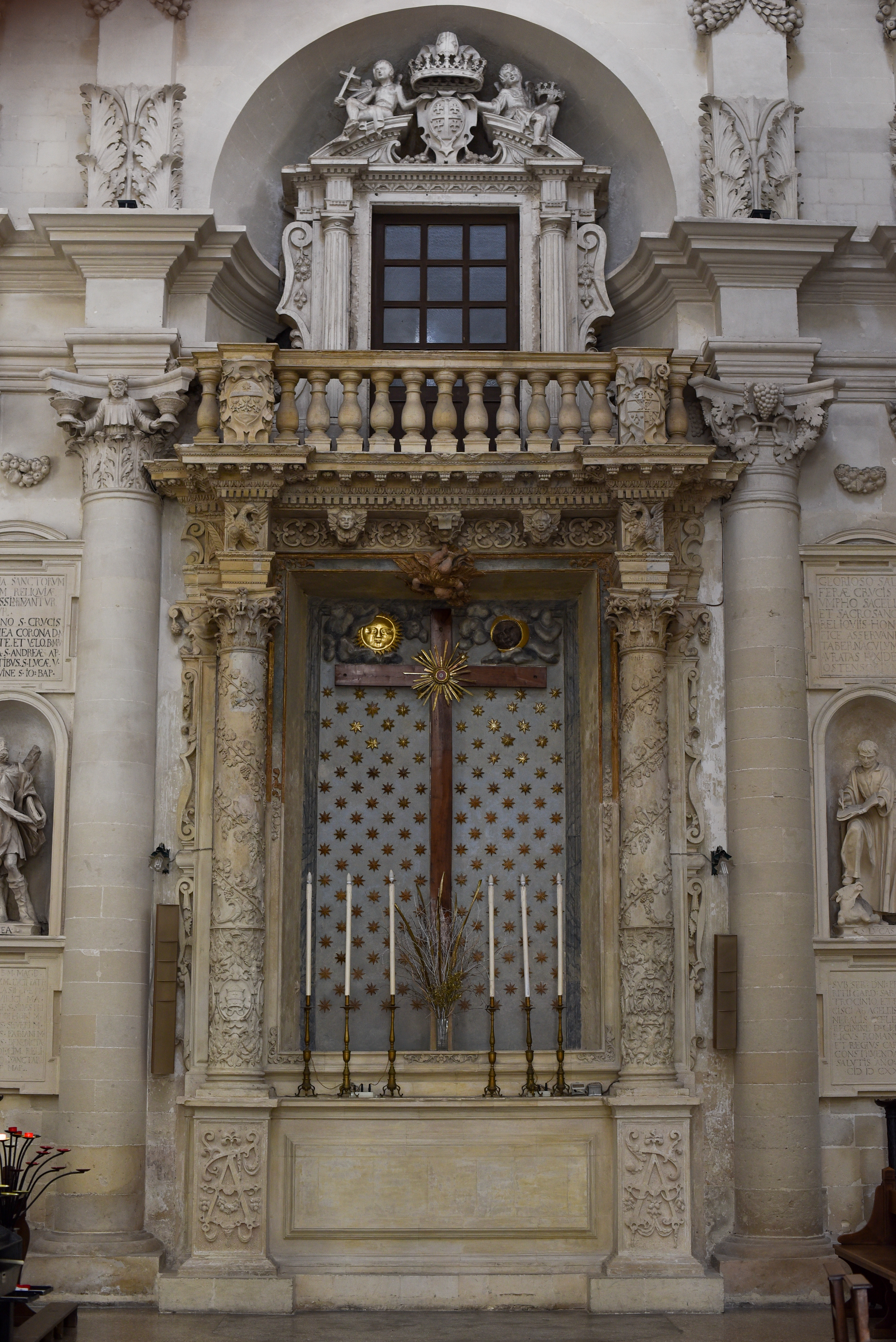
Altare della Santa Croce. Lecce Alla base le insegne dell'abate Celso

Negli anni trenta del XVII secolo, abbandonando la vita pubblica, si trasferì nel Regno di Napoli e precisamente nelle province pugliesi e lucane, dove durante il suo mandato di abate generale, furono numerosi gli insediamenti monastici realizzati.
Dopo la soppressione della congregazione, la maggior parte dei documenti celestini, sebbene sia in atto un lento recupero, sono andati dispersi. Rimane testimonianza, di questa attività di don Celso, solo il recupero della chiesa di Santa Maria in Betlemme, detta, della Sanità. L'insediamento ubicato a Mesagne, era in stato di abbandono e Don Celso nel 1618 con assenso pontificio, la concesse ai padri celestini che edificarono un monastero ad essa adiacente. La chiesa fu riedificata nel 1637 e rappresenta un monumento barocco, in stile rococò pugliese, tra i più ricchi del territorio.
Per un certo periodo, don Celso, è stato presente anche a Montescaglioso, ma non è chiaro in quale veste, in quanto l'abbazia di San Michele Arcangelo, ivi ubicata, era sotto la giurisdizione dei benedettini, ed egli, pur essendo un benedettino, apparteneva alla congregazione dei celestini. Rimangono comunque, a testimonianza del suo passaggio, alcune decorazioni rappresentanti i suoi simboli araldici.
Nel periodo passato nelle province del Regno di Napoli, si occupò principalmente della penisola salentina dove era abate e cappellano regio della Basilica di Santa Croce e dell'annesso Palazzo dei Celestini di Lecce. Non ci sono notizie di quella che fu la sua attività amministrativa. Fu testimone della fioritura artistica della celebrata basilica, gioiello del barocco Leccese, e fece erigere dallo scultore Cesare Penna il pregevole Altare della Santa Croce.
Don Celso, morì, presumibilmente a Lecce intorno al 1637, all'età di 68 anni.
La congregazione dei celestini, con l'avvento di Napoleone, fu soppressa, prima, nel 1807, nel Regno di Napoli e, poi, nel 1810, nel resto di Italia. Non fu più ricostituita.